# Жанна Французская
Жа́нна (Иоа́нна) Францу́зская или Жа́нна де Валуа́ (фр. Jeanne de France, 23 апреля 1464, Ножан-ле-Руа, County of Dreux, Королевство Франция — 4 февраля 1505, Бурж, Берри, Королевство Франция) — французская королева, католическая святая.

## Биография
Дочь Людовика XI, короля Франции. По приказу отца в 12 лет вышла замуж 8 сентября 1476 года за своего 14-летнего троюродного дядю герцога Орлеанского, который,  только лишь вступив в апреле 1498 года на престол (под именем Людовика XII), обратился к папе Александру VI с требованием развести их под предлогом слишком близкого родства, отсутствия наследника (бездетности) после 20 с лишним лет супружества, и что брак был заключен по принуждению. После этого Людовик женился на экс-королеве — Анне Бретонской, вдове своего предшественника Карла VIII. Жанна получила титул герцогини Беррийской, поселилась в Бурже и основала здесь в 1501 году орден аннунциаток (лат. Ordo de Annuntiatione Beatæ Mariæ Virginis), от лат. Annuntiatio — Благовещение.
Жанна умерла бездетной 4 февраля 1505 года и была похоронена в капелле (часовне) монастыря Благовещения. Её могила была осквернена, и её тело, найденное в то время нетленным, было сожжено гугенотами во время разграбления ими Буржа 27 мая 1562 года..

## Канонизация
В 1742 году папа Бенедикт XIV признал её блаженной. Канонизирована в 1950 году папой Пием XII.

## Образ в культуре
- «Квентин Дорвард» / Quentin Durward (Франция; 1971), роль исполняет Анн Варан;
- «Людовик XI, расколотая власть» / Louis XI, le pouvoir fracassé (2011; Франция), роль исполняет Гаэль Бона